# Wenkbrauwboomjager
De wenkbrauwboomjager (Cichlocolaptes leucophrus) is een zangvogel uit de familie Furnariidae (ovenvogels).

## Kenmerken
De wenkbrauwboomjager is een middelgrote vogel van 20 tot 22 centimeter. Hij heeft een lange bleekrode staart. De onderzijde van deze vogel is bleekbruin met bruine strepen, de bovenzijde is bruin. Boven het oog heeft de wenkbrauwboomjager een duidelijke, licht okerkleurige wenkbrauwstreep. De snavel is kaneelkleurig.

## Verspreiding en leefgebied
Deze soort is endemisch in Brazilië en telt twee ondersoorten:
- C. l. leucophrus: zuidoostelijk Brazilië (van zuidelijk Bahia tot Rio de Janeiro).
- C. l. holti: zuidoostelijk Brazilië (van São Paulo tot Rio Grande do Sul).

De natuurlijke habitats zijn subtropische of tropische vochtige laagland bossen en subtropische of tropische vochtige bergbossen op een hoogte tot 1450 meter boven zeeniveau in het bioom Atlantisch Woud.

## Voeding
De wenkbrauwboomjager voedt zich onder andere met geleedpotigen.

## Status
De grootte van de populatie is niet gekwantificeerd, maar de aantallen nemen – hetzij minder snel – af. Om deze redenen staat de wenkbrauwboomjager als niet bedreigd op de Rode Lijst van de IUCN.